# Centrale nucléaire de Shearon Harris
La centrale nucléaire de Shearon Harris est une centrale avec un seul réacteur qui est située à New Hill en Caroline du Nord environ à 30 km au sud-ouest de Raleigh et qui utilise le lac Harris pour son refroidissement.

## Description
La centrale est équipée d'un réacteur à eau pressurisée (REP) :
- Shearon Harris 1 : 900 MWe, mis en ligne en 1987, autorisation jusqu'en 2026.

Ce réacteur a été construit par Westinghouse, et il utilise une tour de refroidissement de  160 m de hauteur.

La centrale est exploitée par Carolina Power & Light Company.
La propriété est partagée entre Progress Energy (83,8 %) et North Carolina Eastern Municipal Power Agency (16,2 %).

Le site de Shearon Harris a été dimensionné pour quatre réacteurs. Pour cette raison, il a été récemment sélectionné par Progress Energy pour demander une autorisation de construire un second réacteur.